# 比萊 (哈爾科夫州)
49°29′8″N 37°33′20″E / 49.48556°N 37.55556°E
比萊（烏克蘭語：Біле）是位於烏克蘭東部哈爾科夫州庫皮揚斯克區庫里利夫卡市鎮的村莊。該村始建於1694年，面積0.97平方公里，海拔高度99米，2001年人口248，人口密度每平方公里257人。